# Concejo Municipal de Moravia
El Concejo Municipal de Moravia es el órgano deliberativo y máxima autoridad del cantón de Moravia, en Costa Rica. Está conformado por siete regidores propietarios con voz y voto, y sus respectivos suplentes solo con voz salvo cuando sustituyan a un propietario de su mismo partido. A estos también asisten con voz pero sin voto el alcalde y los síndicos propietarios y suplentes de los cinco distritos del cantón. Al igual que el alcalde municipal sus miembros son electos popularmente cada 4 años.

## Historia
En la administración de Alfredo González Flores el 1 de agosto de 1914, mediante ley n.º 55, se le otorgó el título de cantón y a la población de San Vicente, el de villa y cabecera del cantón. Posteriormente, el 6 de diciembre de 1963, en el gobierno de Francisco José Orlich Bolmarcich, se promulgó la ley n.º 3248 que le confirió a la villa, la categoría de ciudad.
El 19 de enero de 1915 se realizó la primera sesión del Concejo Municipal de Moravia, integrado por los regidores propietarios; Melchor Rodríguez Umaña, presidente; Higinio Granados Blanco, vicepresidente, y José Umaña Castro, fiscal. El secretario municipal fue Luis Zamora Murillo y el jefe político Nicanor Huertas.

## Conformación del Concejo
| #                      | Partido                                                         | Nombre                                                                      |
| Regidores propietarios | Regidores propietarios                                          | Regidores propietarios                                                      |
| ---------------------- | --------------------------------------------------------------- | --------------------------------------------------------------------------- |
| 1                      | Electa por Somos Moravia, ahora pertenece a Liberación Nacional | María de los Ángeles Hernández Mora cc Marielos Hernández Mora (Presidente) |
| 2                      | [Independiente]                                                 | Ana Teresa Sancho Arroyo (Vicepresidente)                                   |
| 3                      | Somos Moravia                                                   | Diego Armando López López                                                   |
| 4                      | Somos Moravia                                                   | Randal Emilio Montero Rodríguez                                             |
| 5                      | Partido Liberación Nacional                                     | Giancarlo Casasola Chaves                                                   |
| 6                      | [Independiente] Ahora pertenece al Partido Liberal Progresista  | Angélica María Quirós Mora                                                  |
| 7                      | Partido Liberación Nacional                                     | Sandra Artavia Salas                                                        |
| Regidores suplentes    |                                                                 |                                                                             |
| 8                      | Partido Liberación                                              | María Cecilia Carmona Artavia                                               |
| 9                      | [Independiente]                                                 | Maritza Mayela Brenes Méndez                                                |
| 10                     | Somos Moravia                                                   | Pedro Manuel Paganella Herrera                                              |
| 11                     | Somos Moravia                                                   | Gerhard Phillip Hernández Padilla                                           |
| 12                     | Partido Liberación Nacional                                     | Luis Diego Garita Chavarría                                                 |
| 13                     | Independiente                                                   | Carlos Julián Chacón Góngora                                                |
| 14                     | Somos Moravia                                                   | Marco Tulio Aguilar Bermúdez                                                |
| Síndicos propietarios  |                                                                 |                                                                             |
| 15                     | Somos Moravia                                                   | Reina Fonseca Ortega                                                        |
| 16                     | Somos Moravia                                                   | José Ángel Fallas Saborío                                                   |
| 17                     | Somos Moravia                                                   | Brenda Raquel Padilla Bermúdez                                              |
| Síndicos suplentes     |                                                                 |                                                                             |
| 18                     | Somos Moravia                                                   | Luis Fernando Solano Mora                                                   |
| 19                     | Somos Moravia                                                   | Douglas José Chavarría Mora                                                 |
| 20                     | Somos Moravia                                                   | Yesenia Peraza Hernández                                                    |

## Elecciones
Durante las Elecciones municipales de Costa Rica de 2016, 8 partidos políticos participaron en el cantón de Moravia para obtener la Alcaldía y miembros del Concejo Municipal. Los resultados fueron los siguientes:

### Alcaldía
| Puesto | Partido                         | Votos  | %      |
| ------ | ------------------------------- | ------ | ------ |
| 1°     | Partido Acción Ciudadana        | 4 302  | 34,62% |
| 2°     | Partido Liberación Nacional     | 3 128  | 25,17% |
| 3°     | Partido Unidad Social Cristiana | 2 170  | 17,46% |
| 4°     | Partido Nueva Generación        | 1 004  | 8,08%  |
| 5°     | Frente Amplio                   | 714    | 5,75%  |
| 6°     | Movimiento Libertario           | 551    | 4,43%  |
| 7°     | Renovación Costarricense        | 340    | 2,74%  |
| 8°     | Partido Restauración Nacional   | 219    | 1,76%  |
| Total  |                                 | 12 589 | 100%   |

El alcalde electo fue Roberto Zoch Gutiérrez, y los vicealcaldes electos fueron Sonia Alejandra Altamirano Taylor y Mercedes Barquero García, del Partido Acción Ciudadana.

### Regidores
| Puesto | Partido                         | Votos  | %      |
| ------ | ------------------------------- | ------ | ------ |
| 1°     | Partido Acción Ciudadana        | 3 928  | 31,65% |
| 2°     | Partido Liberación Nacional     | 3 004  | 24,53% |
| 3°     | Partido Unidad Social Cristiana | 2 130  | 17,16% |
| 4°     | Partido Nueva Generación        | 1 035  | 8,34%  |
| 5°     | Frente Amplio                   | 891    | 7,18%  |
| 6°     | Movimiento Libertario           | 643    | 5,18%  |
| 7°     | Renovación Costarricense        | 398    | 3,21%  |
| 8°     | Partido Restauración Nacional   | 342    | 2,76%  |
| Total  |                                 | 12 591 | 100%   |